# San Francisco Cajonos
San Francisco Cajonos är en kommun i Mexiko.   Den ligger i delstaten Oaxaca, i den sydöstra delen av landet, 400 km sydost om huvudstaden Mexico City. Antalet invånare är 371. Arean är 25,5 kvadratkilometer.
Terrängen i San Francisco Cajonos är kuperad åt sydost, men åt nordväst är den bergig.
Följande samhällen finns i San Francisco Cajonos:
- San Miguel Cajonos